# Underwurlde
Underwurlde é um jogo eletrônico de ação e aventura de plataforma de 1984 da série Sabreman da Ultimate Play the Game para o ZX Spectrum e Commodore 64. O jogador controla o aventureiro Sabreman enquanto ele pula entre as plataformas de um castelo e suas cavernas para encontrar uma rota de fuga passando pelos guardiões de saída. Underwurlde apresenta cerca de 600 áreas de tela invertida. Ao contrário de outros jogos de seu tempo, Sabreman não é ferido quando tocado por inimigos e, em vez disso, é jogado para trás. Underwurlde é o segundo jogo da série, entre Sabre Wulf e Knight Lore, e lançado junto com este último para o ZX Spectrum durante o Natal de 1984. Outra marca, Firebird, portou o jogo para o Commodore 64 no ano seguinte.
Os critícos recomendaram o lançamento original de Underwurlde do ZX Spectrum. Notaram seu mundo de jogo expansivo e apreciaram as partes em que Sabreman viajou pela bolha. Críticos posteriores comentaram sobre a dificuldade frustrante do jogo. Enquanto a versão do Commodore 64 era semelhante ao original, as críticas foram mistas - um crítico achou que o título tinha envelhecido mal no ano entre os lançamentos. A Your Sinclair colocou Underwurlde entre os 20 melhores para o ZX Spectrum, embora seus leitores o tenham colocado perto do fim dos 100 melhores. O jogo foi posteriormente incluído na compilação retrospectiva do Xbox One de 2015 da Rare, Rare Replay.

## Jogabilidade

No topo desta captura de tela do jogo está a pontuação do jogador e uma medida da profundidade de Sabreman na superfície.

Underwurlde é um jogo de plataforma visto de uma perspectiva lateral. O jogador controla Sabreman, um aventureiro com chapéu de explorador, enquanto ele pula entre as plataformas de um castelo e suas cavernas para encontrar uma maneira de escapar dos guardiões de saída. Sabreman deve usar uma arma específica - faca, punhal e tocha - que corresponde a cada guardião. O jogador usa as teclas QWERTY do teclado para progredir por uma série de telas invertidas nas quais o personagem do jogador atinge o limite da área visível na tela para passar para outra área, com 597 telas ao todo. Enquanto Sabreman começa em um castelo adornado com relógios, pássaros e cestas, o personagem também deve descer em cavernas através de várias telas verticais sucessivas. Sabreman automaticamente prende uma corda ao teto quando o jogador o controla para fora de uma saliência. O jogador pode então balançar Sabreman de um lado para o outro para pular para outra borda. No fundo de uma caverna, Sabreman pode subir em uma bolha até o topo.
Como uma mudança em relação aos jogos anteriores da desenvolvedora, Sabreman é invulnerável aos inimigos e, em vez disso, é empurrado para trás em um salto com o toque deles. No entanto, Sabreman cairá para a morte se for jogado de um precipício. O jogador começa com sete vidas e algumas extras podem ser encontradas ao longo do jogo. Os power-ups da gema azul tornam Sabreman invencível ao toque do inimigo por um período limitado de tempo. Os inimigos incluem harpias e gárgulas, que podem ser mortas pela arma de Sabreman. Depois de passar pelo primeiro guardião, as águias aparecem e podem pegar e largar Sabreman. Underwurlde tem três finais possíveis, e cada um foi projetado para corresponder aos enredos das três sequências planejadas na série de Sabreman. O jogador recebe uma pontuação calculada pelo número de objetos adquiridos, inimigos derrotados e porcentagem de salas visitadas. O jogo também suporta teclado e controle de joystick, e como os outros jogos da desenvolvedora, as instruções empacotadas com Underwurlde eram enigmáticas e deixavam o jogador descobrir os controles e a sequência por conta própria. A versão Commodore 64 do jogo é semelhante ao original em aparência e jogabilidade.

## Desenvolvimento
Pouco se sabe sobre os processos de desenvolvimento da Ultimate Play the Game, que era conhecido por evitar os holofotes da mídia. Seus fundadores, os irmãos Tim e Chris Stamper, foram notoriamente taciturnos para preservar seu tempo e deixar que seus jogos falassem por si. Embora à medida que a série Sabreman se tornou popular, seu silêncio contribuiu para a mística da série. A principal crítica ao antecessor de Underwurlde e ao primeiro jogo da série Sabreman, Saber Wulf, foi sua semelhança com um jogo anterior dos irmãos Stamper, já que ambos foram descritos de cima para baixo como jogos de ação e aventura. Enquanto a Retro Gamer escreveu que a sequência, Underwurlde, resolveu essa crítica ao usar uma visão lateral como um jogo de plataforma, Ultimate Play the Game também tinha a reputação de lançar jogos fora da ordem em que foram desenvolvidos. Na verdade, os irmãos Stamper alegaram ter terminado seu terceiro título de Sabreman, o épico Knight Lore, antes de ambos os seus predecessores. Os Stampers desenvolveram principalmente para o computador doméstico ZX Spectrum e terceirizaram o trabalho de conversão de seus jogos para funcionarem em outros tipos de computadores para desenvolvedores externos mais familiarizados com a arquitetura de hardware de outras plataformas. Por exemplo, o Firebird criou as versões Commodore 64 de Saber Wulf e Underwurlde. O jogo foi lançado junto com Knight Lore para o ZX Spectrum perto da temporada de férias de 1984, e a versão Commodore 64 foi lançada um ano depois.

## Recepção
Os críticos recomendaram o lançamento original de Underwurlde do ZX Spectrum. Os críticos notaram o tamanho do mundo do jogo e apreciaram as partes por onde Sabreman viajou pela bolha. A Retro Gamer descreveu as quase 600 telas viradas do jogo como "colossais". Na época de seu lançamento, a Computer and Video Games disse que era provavelmente o mundo mais expansivo na plataforma. As críticas posteriores notaram a dificuldade excepcional do jogo. A revista Crash recomendou o jogo como "A Crash Smash".
A revista Crash do ZX Spectrum considerou Underwurlde "excelente" e o melhor jogo da Ultimate. Cada um dos três críticos da revista apreciou características diferentes da navegação de Sabreman dentro do jogo, mas gostava de montar bolhas vulcânicas e ser carregado por pássaros. Outro crítico comparou o salto de Sabreman ao de Bugaboo (The Flea) e acrescentou que o único nível de dificuldade do jogo estava adequadamente equilibrado. Todos os três críticos da Crash notaram que o mapeamento do controlador de teclado QWERT funcionou bem neste jogo, embora tenha sido estranho em outros. Eles também elogiaram os gráficos e sons detalhados de Underwurlde. Um crítico também notou que o jogo não tinha um placar de líderes, mas supôs que isso era uma compensação para o mundo expansivo do jogo. Ao contrário da Crash, a Computer and Video Games não gostaram dos controles, que foi a principal crítica ao jogo. utro crítico da versão de ZX Spectrum, Chris Bourne (Sinclair User), disse que o jogo era rápido, colorido e semelhante a um "Atic Atac vertical".
Os críticos da revista Zzap! 64 da Commodore 64 tiveram opiniões mistas. Jaz Rignall disse que estava entre as melhores aventuras de arcade no Commodore 64, já que tinha o equilíbrio certo entre frustração e vício para mantê-lo jogando a versão ZX Spectrum por semanas. Gary Penn, no entanto, considerou a média do jogo quando foi lançado pela primeira vez para o ZX Spectrum e pensou que a versão do jogo de um ano tinha sons desatualizados, música do título desatualizada e, em geral, não estava entre os melhores jogos de aventura do Commodore 64. Gary Liddon pensou que a versão do Commodore 64 parecia "crua" em comparação com outras versões para a plataforma, embora talvez parecido com o ZX Spectrum. A revista notou a dificuldade de atravessar as cavernas verticais e achou as águias irritantes, especialmente quando derrubaram Sabreman para a morte. Os críticos da Zzap! 64 achavam que o jogo apresentava-se bem, mas era menos acessível, caro para sua idade e mal animado. No final das contas, eles consideraram o jogo melhor do que os dois lançamentos anteriores da desenvolvedora em 1985, mas não tão bom quanto poderia ser. A análise da Computer and Video Games do lançamento do Commodore 64 julgou o contrário: que a versão estava de acordo com os padrões da desenvolvedora e valia a pena esperar um ano. A revista elogiou o trabalho do Firebird no porte.

## Legado
No início da década de 1990, a Your Sinclair classificou o jogo entre os cinco melhores jogos de ZX Spectrum. A revista disse que Underwurlde era o jogo mais amado e odiado simultaneamente de sua época — embora a invulnerabilidade de Sabreman a danos diretos fosse nova, a Your Sinclair também lembrava o "nível estratosférico de frustração" do jogo. Seus leitores, no entanto, classificaram o jogo próximo ao final de seus 100 melhores jogos para a plataforma. Underwurlde foi posteriormente incluído na compilação retrospectiva do Xbox One de 2015 Rare Replay, onde os críticos o classificaram entre os piores dos 30 títulos da Ultimate Play the Game e sua sucessora, Rare. Kyle Hilliard (Game Informer) escreveu que os primeiros jogos da Ultimate, como Underwurlde, tiveram o pior desempenho no pacote, embora ele estivesse feliz por eles terem sido incluídos. "Pelos padrões de hoje", começou o jornal The Nelson Mail da Nova Zelândia, "os gostos de [...] Underwurlde são tão desajeitados e arcaicos que são quase ridiculamente impenetráveis; estranhas relíquias de uma era passada que servem apenas para ilustrar o quão longe a indústria progrediu."